# Christoph Hinz (Handballspieler)
Christoph Hinz (* 8. November 1979) ist ein ehemaliger deutscher Handballspieler. Seine Körpergröße beträgt 1,93 m.
Hinz spielte beim TSV Herrsching und beim TuS Fürstenfeldbruck, bevor er im Jahr 2000 zum TV Kornwestheim wechselte. Für Kornwestheim spielte er sechs Jahre lang in der 2. Bundesliga, bevor er in der Saison 2006/07 für die neu begründete HBR Ludwigsburg in der 2. Bundesliga antrat. Hinz verließ Ludwigsburg während der Saison im Februar 2007 zum Ligakonkurrenten TV Bittenfeld. Nach der Saison wechselte er zum Regionalligisten TSV Deizisau. Zur Saison 2010/11 wechselte Hinz von Deizisau zurück zum SV Salamander Kornwestheim in die Oberliga.
Hinz wurde als linker und rechter Rückraumspieler eingesetzt.
Hinz hat einen Abschluss als Diplom-Sportwissenschaftler. Er verfügt über die B-Lizenz als Handballtrainer. Hinz arbeitet als Sportlehrer in Stuttgart und lebt in Ludwigsburg.